# Sealed-Beam-Scheinwerfer
Beim Sealed-Beam-Scheinwerfer ist die eigentliche Lichtquelle (Glühlampe oder Halogenlampe) mit dem Reflektor, der das Licht bündelt, und mit dem geschlossenen durchsichtigen Gehäuse, das aus Glas oder Polycarbonaten bestehen kann, untrennbar zu einer Einheit („Pressglaskolben“) verbunden (sealed beam bedeutet im Englischen wörtlich versiegelter [Licht-]Strahl). Da der Reflektor nicht durch eindringendes Wasser beschädigt werden kann, sind sie wetterfest und ohne weitere Schutzmaßnahmen im Außenbereich einsetzbar. Sie können mehrere Lichtquellen – bei Glühlampen also getrennte Glühfäden – enthalten. Nachteilig ist, dass beim Durchbrennen der gesamte Scheinwerfer ausgetauscht werden muss.

## Ausführungsformen
Als PAR-Scheinwerfer mit kreisrunder Lichtaustrittsfläche kommen Sealed-Beam-Lampen in unterschiedlichen Gehäusegrößen vor und werden vor allem in der Bühnenbeleuchtungstechnik, zur Schaufensterbeleuchtung und im Gartenbereich eingesetzt.

## Scheinwerfer in Kraftfahrzeugen
Sealed-Beam-Scheinwerfer waren bei Automobilen in den USA von 1940 bis 1983 vorgeschrieben; das begrenzte Typenprogramm dieser Scheinwerfertechnik engte die Möglichkeit der Fahrzeugfrontgestaltung stark ein. In die USA importierte Automodelle wurden durch den Zwang zum Einbau von Sealed-Beam-Scheinwerfern oft regelrecht verunstaltet, z. B. die mitlenkenden Scheinwerfer der Citroën DS ab Baujahr 1967. Seit dem 1. Mai 1997 entsprechen die in den USA zugelassenen Hauptscheinwerfer der ECE-Regelung R 1 und R 8.

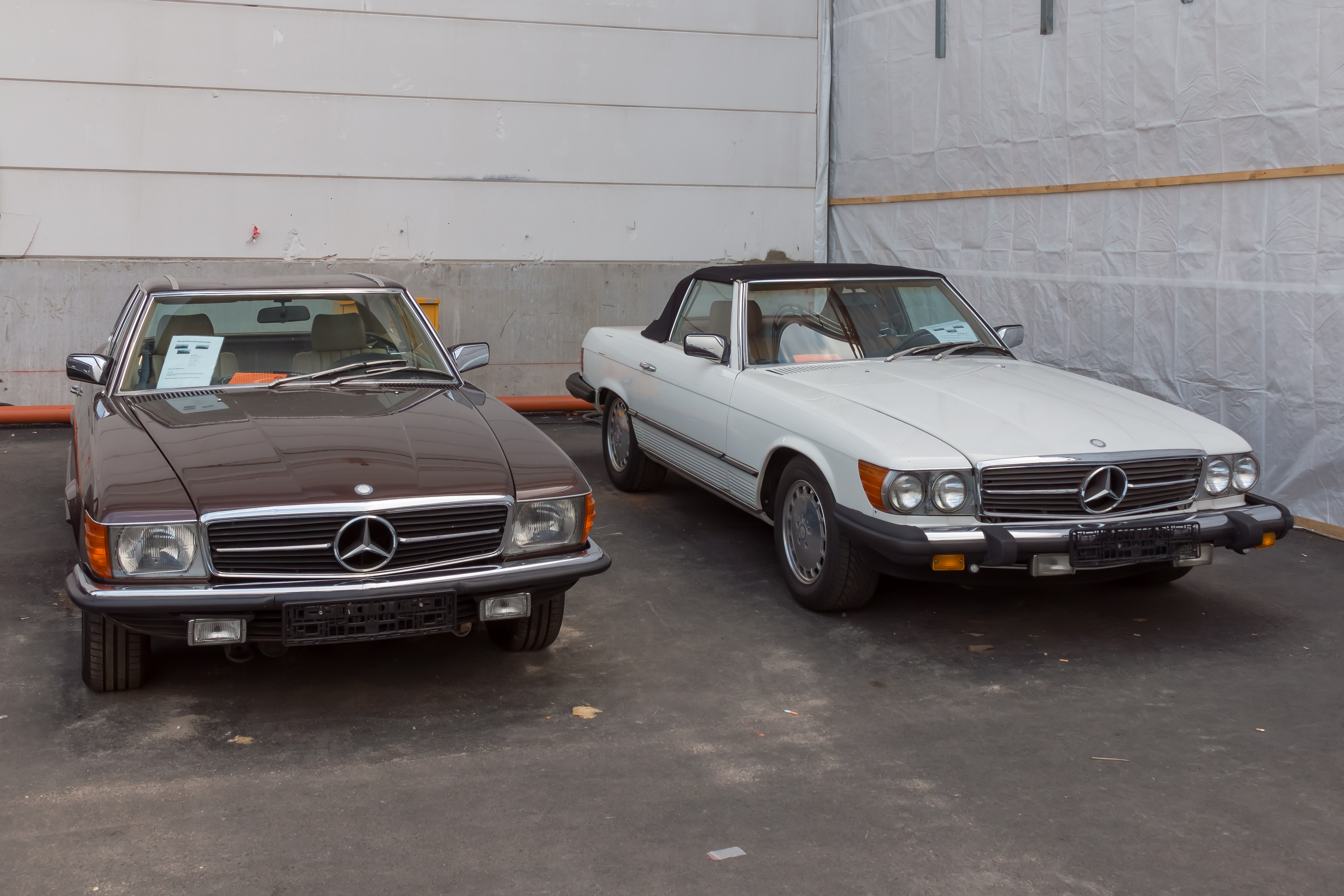
Mercedes-Benz Baureihe 107; links mit der deutschen Scheinwerferversion, rechts in der US-Version mit Sealed-Beam-Scheinwerfern
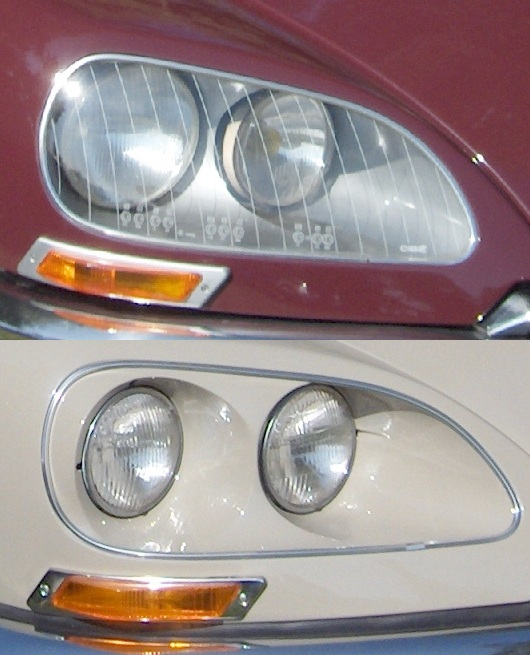
Beispiel Citroën DS; oben europäische Version, unten US-amerikanische

In Deutschland waren Sealed-Beam-Scheinwerfer für in Deutschland hergestellte Kraftfahrzeuge verboten; US-Importmodelle durften damit ausgerüstet sein.